# Genac
Genac est une ancienne commune du Sud-Ouest de la France, située dans le département de la Charente, en région Nouvelle-Aquitaine, devenue le 1er janvier 2016 une commune déléguée au sein de la commune nouvelle de Genac-Bignac.
Ses habitants sont les Genacais et les Genacaises.

## Géographie

### Localisation et accès
Genac est une commune du canton de Rouillac située à 20 km au nord-ouest d'Angoulême.
Genac est également situé à 7 km à l'est de Rouillac, 8 km à l'ouest de Montignac, 11 km au sud d'Aigre et 15 km au sud-ouest de Mansle.
Les routes départementales importantes entourent la commune mais n'y passent pas : la D 939 d'Angoulême à La Rochelle par Rouillac et Saint-Jean-d'Angély passe au sud-ouest, la D 737 d'Angoulême à Aigre et Niort passe au nord-est, la D 736 de Cognac à Ruffec par Aigre passe au nord-ouest à Gourville, et la D 11 de Rouillac à Chasseneuil par Vars passe au sud-est.
La commune est cependant traversée par la D 19, D 117 et D 118 qui passe au bourg et la D 358. La D 19 relativement large longe la Charente par la rive droite, dont le cours est en bordure nord-est de la commune.

### Hameaux et lieux-dits
- Cerceville : il est probable que Cerceville soit l'ancienne Cercii Villa  ou Villa de Cercius.

- Ecquechave : le nom actuel est assez énigmatique, mais celui que portait le lieu au XIIe siècle Acquavaca est beaucoup plus parlant puisqu'il signifie eau libre (vaca=libre), ou eau vache.

- Laubertière : le village a été construit en un lieu dangereux. Laubertière vient en effet du latin lupus (=loup) auquel fut rajouté le suffixe -aria- (=lieu ouvert). Laubertière est donc 'L'endroit hanté par les loups'[réf. nécessaire].

### Communes limitrophes
| Gourville        | Marcillac-Lanville    | La Chapelle           |
| Saint-Cybardeaux | Genac                 | Vouharte              |
|                  | Saint-Genis-d'Hiersac | Bignac (Genac-Bignac) |

### Géologie et relief

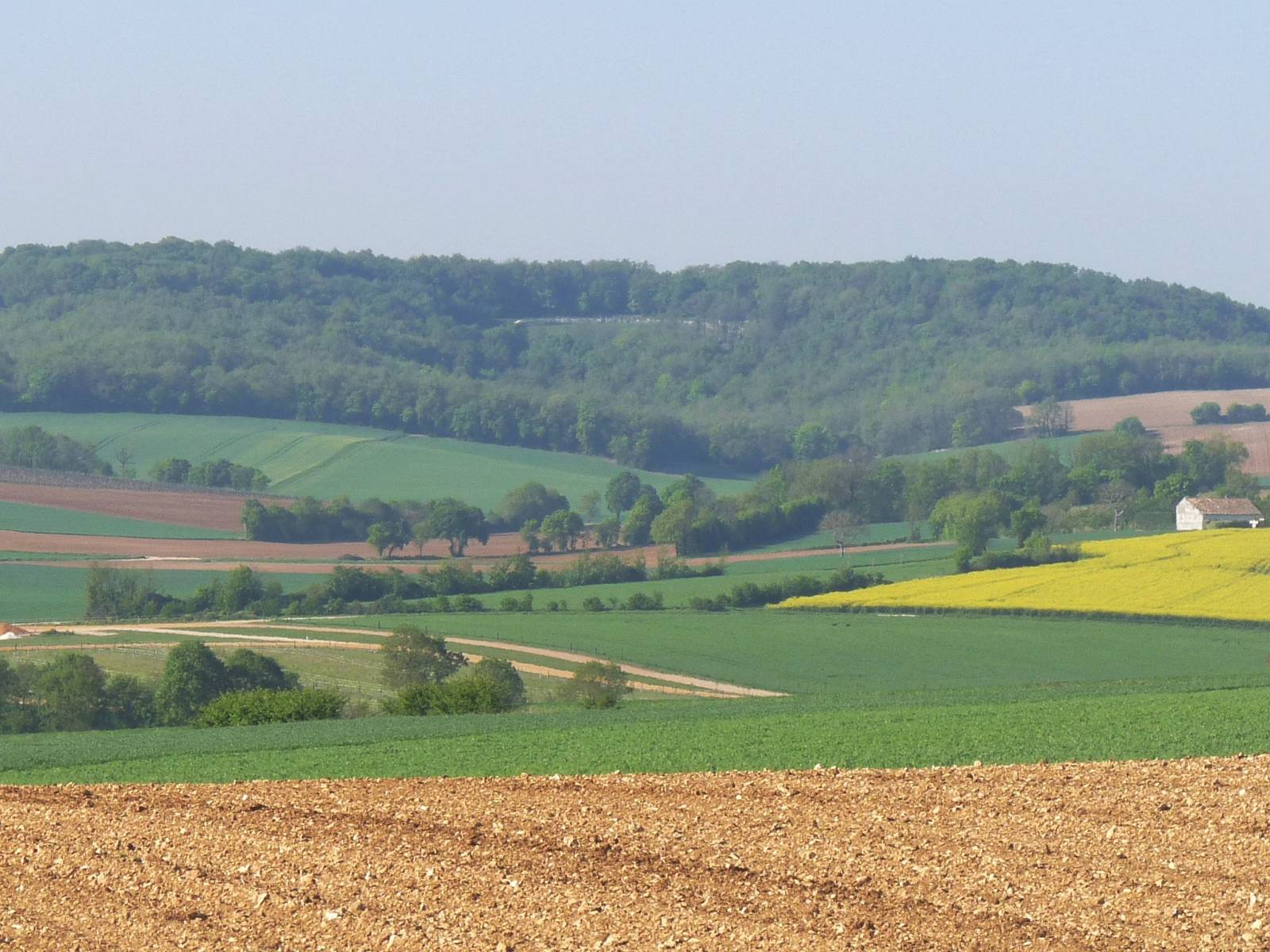
Vue vers les Bouchauds

Le sol de la commune est composé de calcaire datant du Jurassique supérieur (Kimméridgien).
La vallée même de la Charente (partie inondable, en limite nord-est de commune) est composée d'alluvions récentes datant du quaternaire (limon, sable, tourbe),,.
Les paysages de la commune sont variés. Le sud et l'ouest connaissent une topographie de collines (versants, buttes). Les coteaux calcaires au nord-est de Bouchauds et au sud de Laubertière font l'objet d'une reconnaissance au niveau européen (sites Natura 2000) pour leur intérêt floristique et faunistique. À l'exception de quelques zones en plateau, le nord et l'est de Genac sont composés de vallées, et en limite nord-est, du fond de vallée de la Charente. Il s'agit donc d'ambiances plus fraîches et plus humides.
Le point culminant de la commune est à une altitude de 157 m, situé au sud-est. Le point le plus bas est à 44 m, situé le long de la Charente sur la limite orientale. Le bourg, situé dans une petite vallée, est à 65 m d'altitude.

### Hydrographie
La commune est bordée au nord-est par la Charente.
Le bourg de Genac est implanté aux abords du Mosnac (appelé aussi ruisseau des Nodes) qui traverse la commune d'ouest en est et se jette dans la Charente. Une source (la Gordelière ou les Gordelières) l'alimente sur la D 117 en contrebas d'Ecquechave et non loin du bourg, ainsi que la Font Saint-Genis à l'est de ce hameau. On trouve aussi la Fontaine du Roc en limite nord de la commune.

### Climat
Comme dans les trois quarts sud et ouest du département, le climat est océanique aquitain.

## Toponymie
Les formes anciennes attestant le nom du village sont Gainacum en 852 (identification incertaine), Gimniaco en 911, Agenaco en 1110.
L'origine du nom de Genac remonterait à un nom de personne gaulois Gennos auquel est apposé le suffixe -acum, ce qui correspondrait au « domaine de Genac »,.
L-A. Terracher repousse l'étymologie Gennacum en raison de la forme Agenaco. Agenac serait devenu Genac par aphérèse de [a],.

## Histoire
La voie d'Agrippa de Saintes à Lyon par Limoges limite la commune au sud.
Les registres de l'état civil de cette paroisse de l'Angoumois remontent à 1686.
Au Moyen Âge, de nombreux fiefs dépendaient de la châtellenie de Genac.
Le principal était celui d'Aiguechave. Il appartenait aux seigneurs de Gourville en 1215, en la personne d'Hugues d'Aiguechave. Il revient directement aux seigneurs de Gourville au XVe siècle. Les autres fiefs de la châtellenie étaient : la Ruade, les Guillauds (relevant d'abord de la seigneurie de Laumont à Bignac avant de relever de Tourriers), Laubertière, le Chêne, et un autre fief non nommé appartenant en 1473 à Jean de Rouffignac, seigneur de Gourville.
La châtellenie de Genac faisait partie de la baronnie de Tourriers, et comprenait aussi l'hommage dû par les seigneurs de Gourville. En 1764, elle fut attribuée aux évêques d'Angoulême pour réparation des empiètements des La Rochefoucauld.
Moulins était aussi un fief important. Cette terre appartenait en 1635 à René Prévost, écuyer, puis par mariage à la famille « La-Porte-aux-Loups », de Chabanais, au XVIIIe siècle. La propriété a été confisquée à la Révolution et vendue en trois lots[réf. nécessaire]. Il s'agit encore aujourd'hui d'un bel ensemble architectural réutilisé en exploitation agricole. Sur ce site, une façade du XIXe siècle met particulièrement en valeur un bâtiment plus ancien.
Enfin, le hameau de Cerceville abriterait d'anciens souterrains ayant servi de refuges pendant la Seconde Guerre mondiale.

## Administration
| Période                                  | Période       | Identité       | Étiquette | Qualité              |
| ---------------------------------------- | ------------- | -------------- | --------- | -------------------- |
| maire en 1945                            | ?             | M. Clément     | SFIO      |                      |
| Les données manquantes sont à compléter. |               |                |           |                      |
| 1977                                     | 2001          | Gérard Delisle | SE        | Employé de banque    |
| 2001                                     | décembre 2015 | Franc Pinaud   | SE        | Agriculteur retraité |

### Fiscalité
La fiscalité est d'un taux de 25,40 % sur le bâti, 56,59 % sur le non bâti, et 10,68 % pour la taxe d'habitation (chiffres 2007).
La communauté de communes de Rouillac prélève 10,80 % de taxe professionnelle.

## Démographie

### Évolution démographique
L'évolution du nombre d'habitants est connue à travers les recensements de la population effectués dans la commune depuis 1793. À partir du 1er janvier 2009, les populations légales des communes sont publiées annuellement dans le cadre d'un recensement qui repose désormais sur une collecte d'information annuelle, concernant successivement tous les territoires communaux au cours d'une période de cinq ans. 
Pour les communes de moins de 10 000 habitants, une enquête de recensement portant sur toute la population est réalisée tous les cinq ans, les populations légales des années intermédiaires étant quant à elles estimées par interpolation ou extrapolation. Pour la commune, le premier recensement exhaustif entrant dans le cadre du nouveau dispositif a été réalisé en 2006,.
En 2013, la commune comptait 751 habitants, en évolution de +12,43 % par rapport à 2008 (Charente : +0,65 %, France hors Mayotte : +2,49 %).
| 1793  | 1800  | 1806  | 1821  | 1831  | 1841  | 1846  | 1851  | 1856  |
| ----- | ----- | ----- | ----- | ----- | ----- | ----- | ----- | ----- |
| 1 538 | 1 704 | 1 291 | 1 432 | 1 503 | 1 564 | 1 612 | 1 623 | 1 568 |

| 1861  | 1866  | 1872  | 1876  | 1881  | 1886  | 1891  | 1896  | 1901  |
| ----- | ----- | ----- | ----- | ----- | ----- | ----- | ----- | ----- |
| 1 577 | 1 511 | 1 523 | 1 508 | 1 281 | 1 208 | 1 090 | 1 056 | 1 037 |

| 1906 | 1911 | 1921 | 1926 | 1931 | 1936 | 1946 | 1954 | 1962 |
| ---- | ---- | ---- | ---- | ---- | ---- | ---- | ---- | ---- |
| 971  | 922  | 823  | 805  | 767  | 765  | 774  | 765  | 708  |

| 1968 | 1975 | 1982 | 1990 | 1999 | 2006 | 2011 | 2013 | - |
| ---- | ---- | ---- | ---- | ---- | ---- | ---- | ---- | - |
| 685  | 686  | 678  | 761  | 686  | 672  | 748  | 751  | - |

### Pyramide des âges
| Hommes | Classe d’âge | Femmes |
| ------ | ------------ | ------ |
| 0,3    | 90 ans ou +  | 0,6    |
| 8,7    | 75 à 89 ans  | 13,5   |
| 17,3   | 60 à 74 ans  | 17,5   |
| 25,1   | 45 à 59 ans  | 23,3   |
| 20,2   | 30 à 44 ans  | 20,2   |
| 9,8    | 15 à 29 ans  | 12,0   |
| 18,5   | 0 à 14 ans   | 12,9   |

| Hommes | Classe d’âge | Femmes |
| ------ | ------------ | ------ |
| 0,5    | 90 ans ou +  | 1,6    |
| 8,2    | 75 à 89 ans  | 11,8   |
| 15,2   | 60 à 74 ans  | 15,8   |
| 22,3   | 45 à 59 ans  | 21,5   |
| 20,0   | 30 à 44 ans  | 19,2   |
| 16,7   | 15 à 29 ans  | 14,7   |
| 17,1   | 0 à 14 ans   | 15,4   |

## Économie

### Agriculture
La viticulture occupe une partie de l'activité agricole. La commune est classée dans les Fins Bois, dans la zone d'appellation d'origine contrôlée du cognac.
À l'est, la vallée de la Charente alimente de nombreux pompages qui permettent d'irriguer plusieurs exploitations productrices en majorité de maïs.

## Équipements, services et vie locale

### Enseignement
Genac possède une école primaire comprenant quatre classes. Le collège est à Rouillac.

## Culture locale et patrimoine

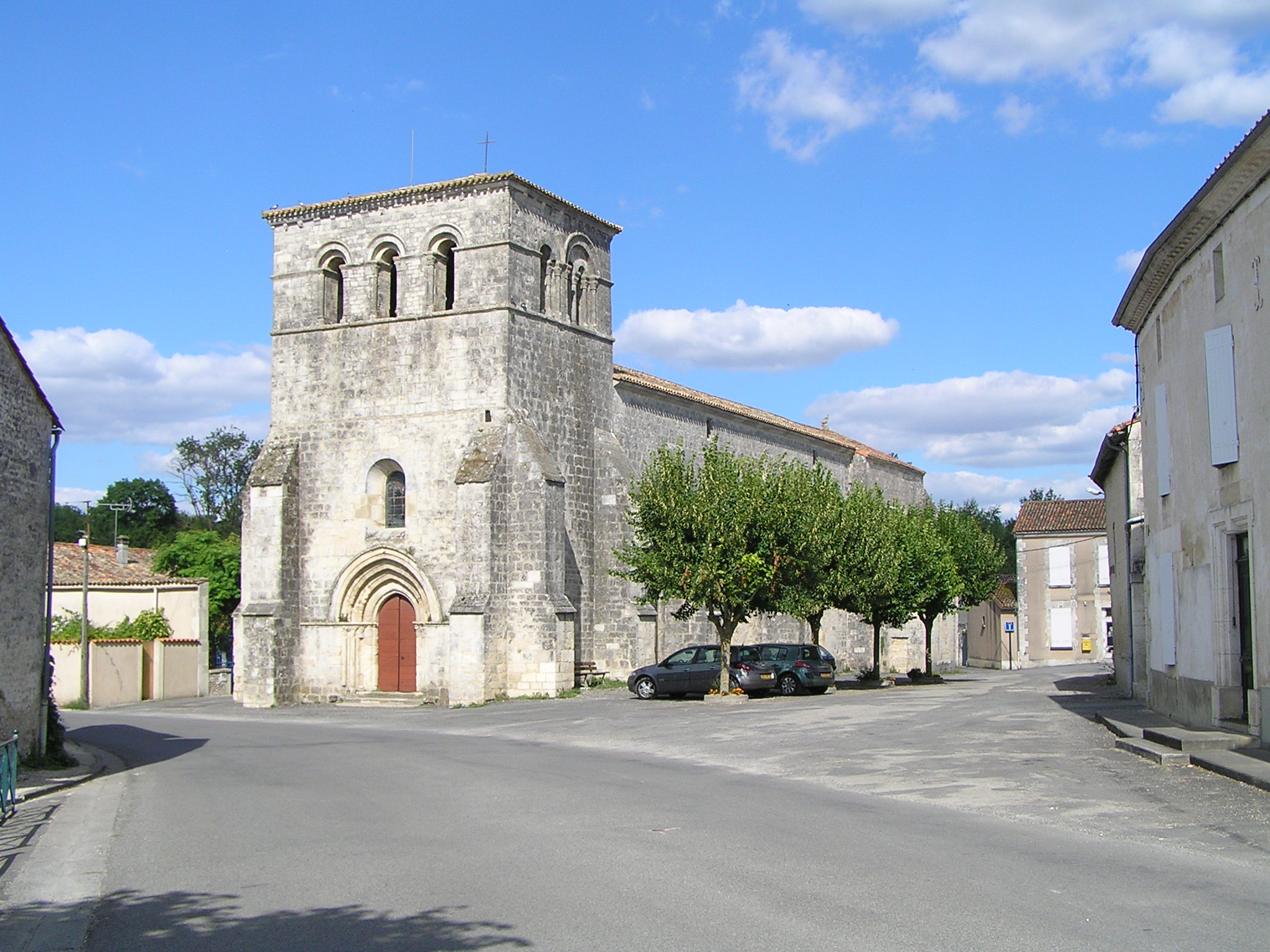
L'église Saint-Pierre-des-Martyrs

### Lieux et monuments
- L'église paroissiale Saint-Pierre-des-Martyrs, du XIIIe siècle, a été ruinée puis restaurée au XVIe siècle. Elle est classée monument historique depuis 1980[21].
- Une maison Renaissance dans le bourg sur la D.118 présente un beau portail qui donne accès à un logis restauré, accompagné d'une tour ronde.
- Le monument aux morts, situé au bord de la RD 19, devant la mairie. Il est surmonté de la statue du Poilu au repos, réalisée par Étienne Camus.

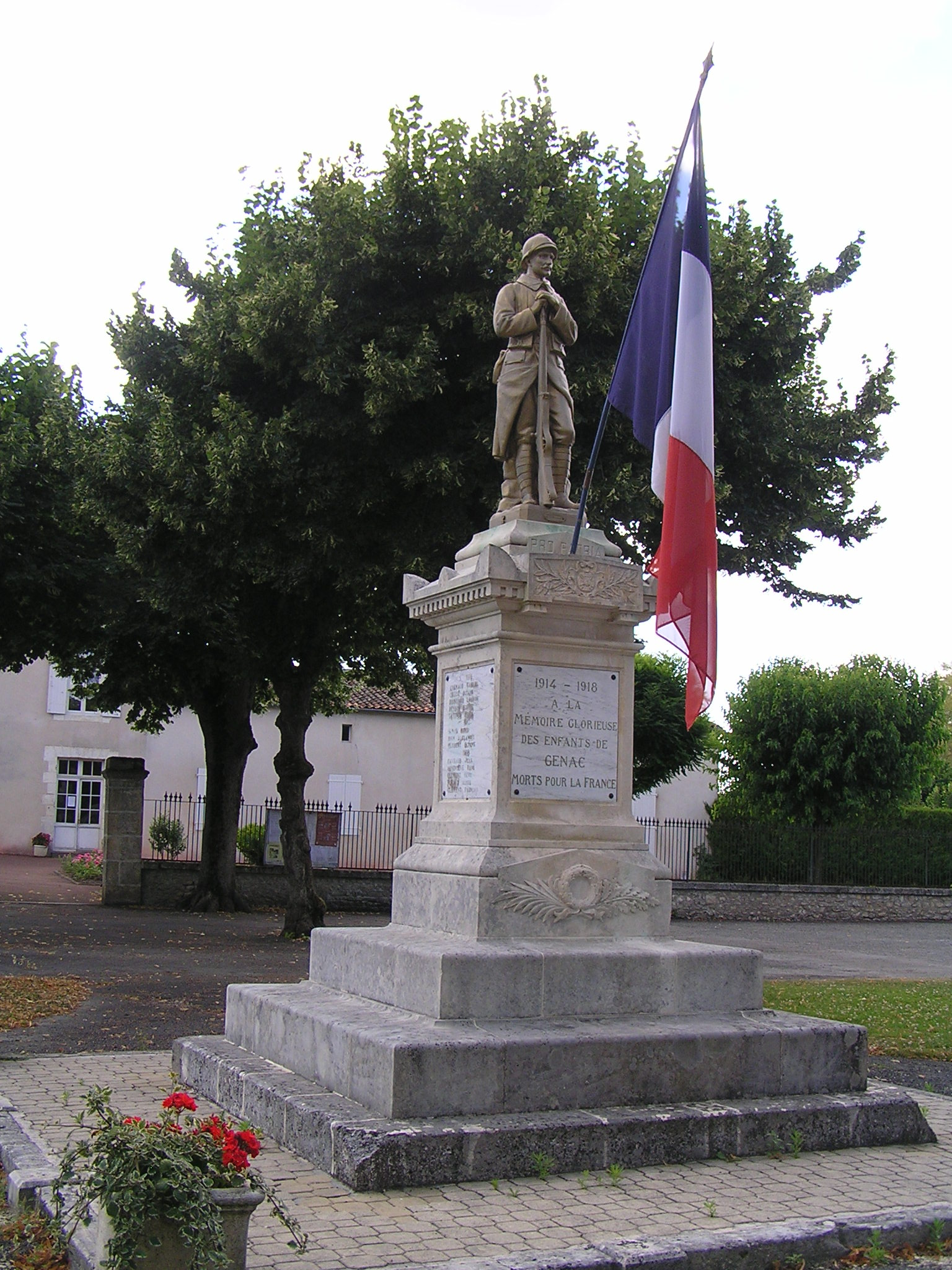
Monument aux morts
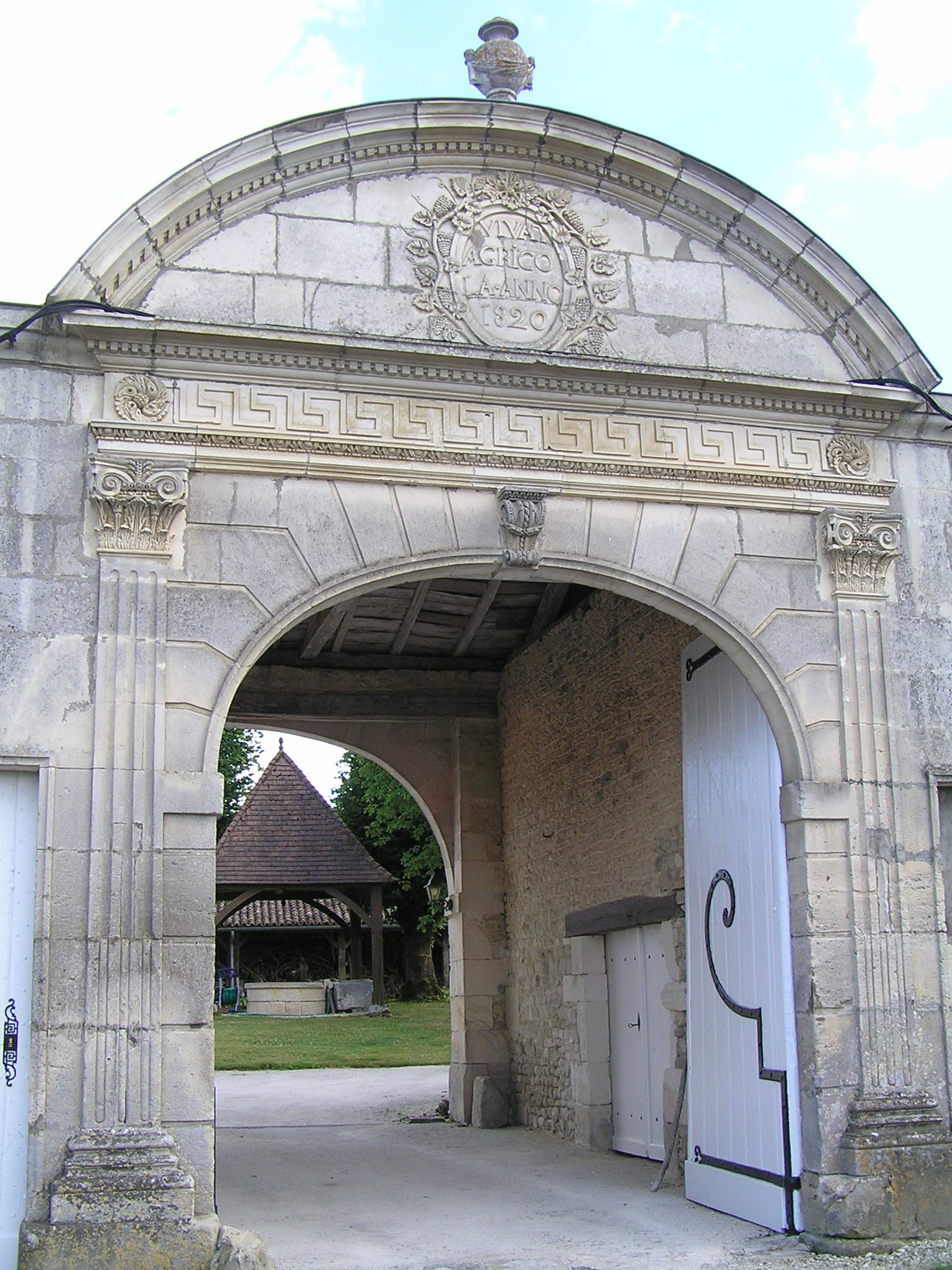
Porche de 1820 et puits couvert
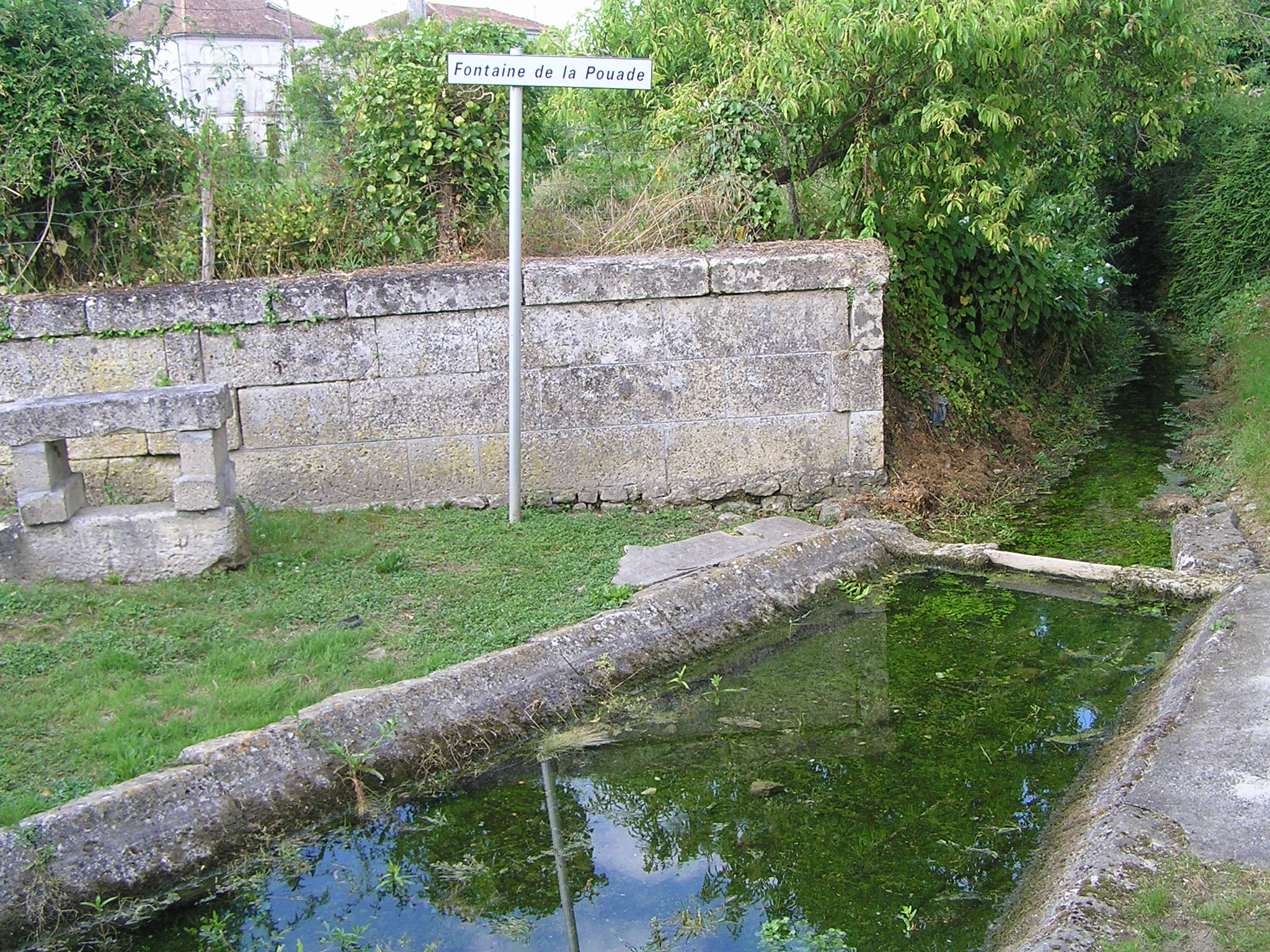
Lavoir et fontaine de la Pouade